# قداد ذهبي
القداد الذهبي أو القداد السوري أو الهامستر الذهبي (الاسم العلمي:Mesocricetus auratus) هو نوع من الحيوانات يتبع جنس قداد متوسط من فصيلة الفأرية. majed alhaj 

## وصلات خارجية
- Syrian Hamster